# تلمبه روزکوه رو
تلمبه روزکوه رو یک منطقهٔ مسکونی در ایران است که در دهستان بهرمان واقع شده‌است.